# 大島義晴
大島 義晴（おおしま よしはる、1894年（明治27年）12月25日 - 1953年（昭和28年）4月21日）は、大正から昭和前期の労働運動家、農民運動家、実業家、政治家。衆議院議員（1期）。

## 経歴
群馬県新田郡尾島町（現太田市）で生まれる。
18歳頃から棒頭（人足頭）として足尾線工事、利根川改修工事に従事。徴兵検査後に上京し三河島造船尻ケ崎鉄工所で働き、労働運動に加わり日本友愛会向島支部長に就任した。1919年（大正8年）ワシントンで開催の第1回国際労働会議に労働代表顧問として出席。マーガレット・サンガーに賛同して産児調節運動に取り組むが、出版法違反で投獄された。
満洲に移り、その後、盧溝橋近くで大島鉱業所を経営した。一時帰国中に翼賛選挙の取締りに遭い前橋刑務所に投獄された。
戦後に農業を営み、須永好の感化を受け農民運動に加わり、尾島町農業会長、群馬県農業会副会長、新田農民組合長、日本農民組合群馬県連合会長などを務めた。
1947年（昭和22年）4月の第23回衆議院議員総選挙に群馬県第2区から日本社会党公認で出馬して当選し、衆議院議員に1期在任した。この間、社会党中央執行委員、芦田内閣農林政務次官などを務めた。その後、第24回、第26回総選挙に立候補したがいずれも次点で落選した。
また、奥利根自動車副社長、東武自動車（現東武バス）取締役、東群馬貨物自動車社長なども務めた。
1953年（昭和28年）4月21日死去、68歳。死没日をもって正五位に叙される。

## 著作
- 『食糧確保臨時措置法解説』農林省総務局弘報課、1948年。